# Max Richter
Max Richter (ur. 1966 w Hameln w Niemczech) – brytyjski kompozytor i pianista niemieckiego pochodzenia. W swoich utworach łączy muzykę klasyczną i elektroniczną, nazywając swój styl neoklasycznym.

## Życiorys
Od dziecka mieszka w Wielkiej Brytanii. Ukończył studia z zakresu kompozycji i gry na fortepianie na Uniwersytecie Edynburskim, w londyńskiej Królewskiej Akademii Muzycznej oraz pod okiem Luciano Berio we Florencji.
Duży wpływ na jego twórczość miały utwory m.in. Iannisa Xenakisa, Philipa Glassa i Steve’a Reicha.
Do jego najsłynniejszych kompozycji należy utwór On The Nature of Daylight, który został wielokrotnie użyty w kinematografii, m.in. w filmach Wyspa Tajemnic czy Nowy Początek.

## Dyskografia
- Memoryhouse (BBC, 2002)
- The Blue Notebooks (Fat Cat Records, 2004)
- Songs from Before (Fat Cat Records, 2006)
- Ścieżka dźwiękowa do filmu Walc z Baszirem (2008)
- 24 Postcards in Full Colour (Fat Cat Records, 2008)
- Infra  (Fat Cat Records, 2010)
- Ścieżka dźwiękowa do filmu Disconnect (2012)[3]
- Ścieżka dźwiękowa do filmu Kongres (2013)
- Ścieżka dźwiękowa do serialu Pozostawieni:The Leftovers: Music from the HBO Series Season 1 (WaterTower Music, 2014)
- Recomposed by Max Richter: Vivaldi's Four Seasons. (Deutsche Grammophon, 2014)
- Sleep (Deutsche Grammophon, 2015) – ośmiogodzinny utwór przeznaczony do spania, podczas wykonań na żywo są udostępniane łóżka[1]
- Three Worlds: Music from Woolf Works (2017)